# دوروثي بلوك
دوروثي بلوك (بالإنجليزية: Dorothy Block)‏ هي رسامة أمريكية، ولدت في 1904 في بروكلين في الولايات المتحدة، وتوفيت في 1984.